# Harcerz Rzeczypospolitej

Oznaka stopnia używana do 2003 roku

Harcerz Rzeczypospolitej – w niektórych polskich organizacjach harcerskich najwyższy stopień harcerski. Zdobywany przez harcerzy w wieku powyżej 19-21 lat. Tradycyjnym sposobem oznaczania jest złota lilijka, krąg i wieniec nabite na krzyżu harcerskim. W ZHR jest to sposób podstawowy, zaś w  ZHP jest to sposób dodatkowy, gdyż od 2003 roku podstawowym sposobem oznaczania są dwie gwiazdki na naramienniku munduru harcerskiego.

## WZHP

### Idea stopnia
Ma własny system wartości wynikający z prawa harcerskiego. Kieruje się nim we wszystkich aspektach swojego życia. Potrafi godzić pełnione przeze siebie role, np. w rodzinie, w szkole, w pracy, w działalności społecznej. Osiąga mistrzostwo w wybranych dziedzinach aktywności. Jest świadomym obywatelem Rzeczypospolitej Polskiej. Swoim życiem daje świadectwo o harcerstwie.

### Wymagania do otwarcia próby
Do próby może przystąpić harcerz, który:
- zdobył stopień harcerza orlego
- wspólnie z opiekunem przygotował indywidualny program swojej próby

### Czas próby
12-24 miesiące

### Wymagania na stopień wyznaczają polanawędrowniczej watry
- Praca nad sobą
- Służba
- Poszukiwanie swojego miejsca w społeczeństwie

Indywidualne zadania próby harcerza Rzeczypospolitej harcerz buduje zgodnie z trzema wymienionymi kierunkami pracy wędrowniczej. W pracy nad sobą umacnia swoje zalety i niweluje wady oraz słabości. Dba o zdrowie i kondycję fizyczną. Rozwija swoją osobowość przez udział w różnych formach życia duchowego i kulturalnego. Pełni stałą służbę, która przynosi wymierne efekty. Poszukując swojego miejsca w społeczeństwie, konsekwentnie realizuje swój pomysł na życie: w nauce i w pracy, w rodzinie, rozwijając pasje
i zainteresowania. Zna swoje prawa i obowiązki, wynikające z pełnionych ról społecznych, stara się wywiązywać z nich jak najlepiej. Wie, na czym opiera się system państwa prawa, zna w nim swoje miejsce. Szuka drogi osiągnięcia samodzielności ekonomicznej.

## W ZHR

### Idea stopnia
Zna "Sylwetkę Harcerza Rzeczypospolitej". Staje się autorytetem harcerskim i wzorem dla innych. Daje przykład postawy harcerskiej. Jego życie we wszystkich przejawach jest realizacją chrześcijańskiego systemu wartości oraz Przyrzeczenia i Prawa Harcerskiego. Ma ukształtowaną wiarę, wolę i charakter, które decydują o tym, że wybiera Miłość i stara się zło zwyciężać dobrem.
Systematycznie pracuje nad swym charakterem. Jest samodzielny, obowiązkowy, odpowiedzialny i przedsiębiorczy. Chętnie pełni służbę bliźnim. Jest organizatorem otaczającego go życia. Rozpoznaje i realizuje swoje powołanie w życiu oraz w społeczeństwie. Wie, jak może służyć swojemu krajowi. Buduje swoją przyszłość. Pracuje lub studiuje; ma sprecyzowane plany zawodowe i podnosi swoje kwalifikacje. Wie, jaki ślad chce po sobie pozostawić.